# محمد زهری
محمد زُهَری (زاده مرداد ۱۳۰۵ در عباس‌آباد مازندران –— درگذشته ۱۵ اسفند ۱۳۷۳) شاعر معاصر و نویسنده ایرانی بود.

## زندگی‌نامه
زُهَری در عباس‌آباد به دنیا آمد. او چهار ساله بود که به همراه خانواده از زادگاه خویش به تهران و سپس به ملایر و شیراز رفت؛ و از سال ۱۳۲۱ در تهران اقامت گزید. در سال ۱۳۳۲ در رشته زبان و ادبیات فارسی دانشکده ادبیات تهران در مقطع کارشناسی فارغ‌التحصیل شد. بعداً دوره دکتری ادبیات فارسی را نیز گذراند. چند سال دبیر ادبیات بود؛ سپس به سازمان برنامه منتقل شد و در سال ۱۳۴۱ به کتابخانه ملی رفت و در آنجا مشغول شد. او در دهه چهل خورشیدی در تألیف ۹ مجلد از «کتابشناسی ملی ایران» در دو مرحله مشارکت داشته‌است.
محمّد زُهرَی در روز شنبه ۱۵ اسفند ۱۳۷۳ در بیمارستان آسیا در تهران بر اثر سکته قلبی درگذشت.

## فکر و شعر زهری
در آغاز چهارپاره‌سرا و از زمرهٔ شاگردان مکتب فریدون توللی بود. اما خیلی زود به نیما و قالب نیمایی روی آورد و این شیوهٔ تازه را در مجموعهٔ «گلایه» آشکار کرد. موضوع قطعات این دفتر رنج، تنهایی و اندوه شاعرانه است. مجموعهٔ بعدی او «شب‌نامه» حاوی قطعات فلسفی و اجتماعی است. دو شعر «به فردا» و «لندن ۷۰» او بسیار مشهور است.

## نمونه اشعار
گزیده‌ای از شعر لندن ۷۰ او که در غربت و در انگلیس سروده‌است و دیده‌های خود را از شهر لندن بازگو می‌کند (این شعر به «گلچین گیلانی» شاعر شعر مشهور باز باران با مطلع «باز باران با ترانه / با گوهرهای فراوان می‌خورد بر بام خانه» تقدیم شده‌است):
صبح باران / ظهر باران / عصر باران
شب - همه شب - باز باران
دائماً چتر است و / باران است و / بارانی…
شهر، شهر بی‌نگاهی است
کشف‌های تازه را ناخواسته،
بدرود گفته…
خانه‌ها با پله‌های چوبی پیچان
سرد / دلمرده / نمور و / تار…
هست فریادی اگر / نجواست
یا صدای سوت کشتی / یا ترن / یا کارخانه
یا طنین خستهٔ زنگ کلیسا / - روز یکشنبه -
که دگر در گوش سنگین جوانان / مرده و ناآشناست…

## مجموعه اشعار
- جزیره (۱۳۳۴)
- گلایه (۱۳۴۵)
- شبنامه (۱۳۴۷)
- … و تتمه (۱۳۴۸)
- برگزیده اشعار (۱۳۴۸)
- مشت در جیب (۱۳۵۳)
- پیر ما گفت (۱۳۵۶)[۱]